# Giovanni del Portogallo
Giovanni Perez Juan in spagnolo e in asturiano, Chuan in aragonese, Joanes in basco, João in portoghese, Xoán in galiziano, Joan, in catalano, e Jean in francese John in inglese, Johann in tedesco e Johan in fiammingo (Coimbra, 1349 – Salamanca, 1397) principe della casa reale portoghese, fu signore di Porto de Moz Cea e Montelonso, dal 1360, duca di Valencia de Campos, dal 1379 e Signore di Alba de Tormes, dal 1383. Infine fu pretendente al trono del Portogallo, sempre, nel 1383, dopo la morte del fratellastro, Ferdinando, che l'aveva indicato come erede.

## Origine

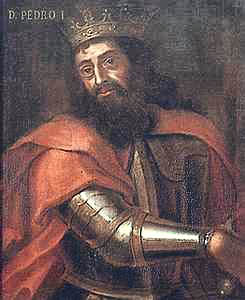
Pietro I, re del Portogallo e padre di Giovanni

Figlio illegittimo del re del Portogallo e dell'Algarve, Pietro I e della galiziana, Inés de Castro, che si sposarono, nel 1354.

## Biografia
Giovanni assieme ai fratelli Dionigi e Beatrice (D. Juan, D. Dionis, D. Beatriz) è citato nel Nobiliario di suo zio, Pietro Alfonso, conte di Barcelos, come figlio di Pietro, re del Portogallo (D. Pedro Rey de Portugal) e della sua seconda (terza) moglie Inés de Castro (D. Ines de Castro).
Il 24 maggio 1360, a Elvas, suo padre, divenuto, nel 1357, re Pietro I del Portogallo, investì Giovanni delle signorie portoghesi di Porto de Moz Cea e Montelonso.
Dichiarato principe del Portogallo, Giovanni fu legittimato il 19 marzo del 1361.
Anche dopo la morte del padre i rapporti col fratellastro, Ferdinando (1345-1383), che era divenuto re del Portogallo, si mantennero buoni, anche se assieme a suo fratello Dionigi (e successivamente alla sorella Beatrice), gli "Infanti Castro" si esiliarono in Castiglia assieme a molti altri nobili portoghesi durante il regno di Ferdinando I del Portogallo. Arrivato in Castiglia nel 1376, Il re Giovanni I di Castiglia gli concesse varie rendite. 
Nel 1376, Giovanni sposò Maria Telles de Meneses (?-1379), figlia di Martino Alfonso de Meneses e della moglie Aldonza di Vasconcellos. Maria era al suo secondo matrimonio ed era da poco vedova di Alvaro Diaz de Sousa.
Questo matrimonio durò solo tre anni; ne 1379, infatti Giovanni uccise la moglie strangolandola.
Nel 1379, il fratellastro, Ferdinando, dopo la morte dei figli maschi, aveva designato Giovanni come suo erede.
Giovanni tornò in Portogallo nel 1379 con il proposito di sposarsi con sua nipote Beatrice, figlia del fratellastro, ma la regina consorte, Eleonora Telles de Menezes, rivendicando gli interessi della figlia e preferendo un candidato portoghese alla mano di Beatrice, si oppose e Giovanni fu costretto a fuggire nuovamente in Castiglia.
Giovanni in quello stesso anno, si sposò per la seconda volta, con la Signora di Alba de Tormes e Valencia de Campos, Costanza di Castiglia, figlia illegittima del re di Castiglia, Enrico II e della sua amante, Elvira Íñiguez de la Vega.
Molto probabilmente in occasione del suo matrimonio, comunque, nel 1379, Giovanni venne creato duca di Valencia de Campos.
Infine, nel 1383, divenne signore di Alba de Tormes. Entrambi i feudi si trovavano nel regno di León.

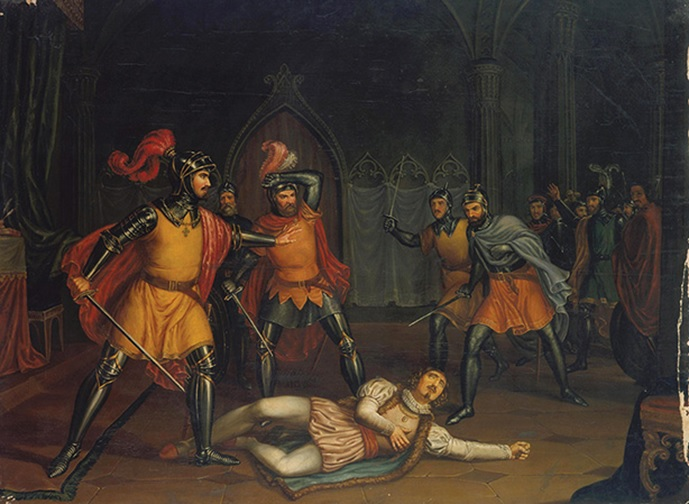
Morte del Conte Andeiro per mano di Giovanni, Gran Maestro dell'Ordine d'Aviz (Museo Nazionale Soares dos Reis, Porto)

Nell'ottobre del 1383, alla morte del re del Portogallo, Ferdinando I, come da accordi prematrimoniali, presi col marito della figlia, il re di Castiglia, Giovanni I, la regina madre Eleonora assunse la reggenza del regno portoghese per conto della figlia Beatrice. Ma in Portogallo non tutti accettarono la situazione sia per la sua fama di adultera sia perché, nel caso Beatrice fosse premorta a Giovanni di Castiglia, il Portogallo si sarebbero trovato con un re straniero.
In questa situazione di malcontento, due persone di rango reale, fratellastri del defunto re Ferdinando, venivano indicate come degne di poter salire sul trono del Portogallo e quindi contendere il trono a Beatrice:
- Giovanni, duca di Valencia de Campos e
- Giovanni, Gran Maestro dell'Ordine d'Aviz, che era figlio del re del Portogallo Pietro I il Giustiziere e della sua amante, Teresa Gille Lourenço, figlia di un mercante di Lisbona, Lourenço Martins.

La nobiltà era divisa, una parte era per il duca Giovanni, considerato un principe di casa reale in quanto sua madre, Inés de Castro, era stata sposata in segreto e quindi legittimato, mentre Giovanni d'Aviz era un illegittimo; ma a favore di quest'ultimo giocava il fatto che era sempre vissuto in Portogallo mentre il suo fratellastro, dopo la tragica morte della madre era stato portato in León, e dove era tornato negli ultimi quattro anni e dove, recentemente era stato investito di un feudo leonese
Un gruppo di nobili, tra cui Nuno Álvares Pereira, con l'appoggio della popolazione di Lisbona, nel dicembre del 1383, proclamò Giovanni di Aviz, difensore del regno, dopo che quest'ultimo oltre a decretarne l'esecuzione col Pereira, partecipò personalmente all'assassinio del conte Andeiro, non solo per la sua scandalosa condotta con la reggente, ma anche per la sua politica filocastigliana.
Giovanni rimase così nei suoi feudi nella zona di Salamanca, dove morì nel 1397, e dove fu tumulato nella chiesa di San Esteban.

## Discendenza[2][11][5]
Dal suo matrimonio con Maria Telles de Meneses nacque un figlio:
- Fernando del Portogallo (1378-Eça, ?), signore di Eça, che si sposò per sei volte ed ebbe una folta discendenza, la casata dei "de Eca".

Mentre dal matrimonio con Costanza di Castiglia nacquero tre figlie:
- Maria (1381-?), che sposò il conte di Valencia, Martin Vasquez da Cunha;
- Beatrice (1382-?), che sposò il conte di Buelna, Pietro Nunho;
- Giovanna (1384-?), che sposò il signore di Buendia, Lopez Vaz da Cunha.

Giovanni ebbe anche altri 3 figli da diverse amanti:
- Alfonso (?-Zamora, 1442), da cui discese la dinastia dei "de Vasconcelos e Menezes"
- Pietro (?-1385), che sposò Teresa Andeiro, che gli diede tre figli
  - Fernando (?-sepolto a Braga nel 1467), arcivescovo di Braga dal 1416 e cancelliere del Portogallo dal 1418;
  - Luigi (?-Roma 1458), vescovo di Guarda;
  - Ignazio, signore di Mogadouro.
- Fernando (?-dopo il 1410), Signore di Bragança,  che sposò Eleonora Coutinho, che gli diede un figlio:
  - Edoardo di Braganza (?-Evora, 1442), 2º Signore di Bragança.

## Ascendenza
|                               |   |                                | Genitori                 |  |  | Nonni |  |  | Bisnonni               |  |  | Trisnonni                  |  |
|                               |   |                                |                          |  |  |       |  |  | Dionigi del Portogallo |  |  | Alfonso III del Portogallo |  |
|                               |   |                                |                          |  |  |       |  |  | Dionigi del Portogallo |  |  | Alfonso III del Portogallo |  |
|                               |   | Beatrice di Castiglia e Guzmán |                          |  |  |       |  |  | Dionigi del Portogallo |  |  |                            |  |
| Alfonso IV del Portogallo     |   |                                |                          |  |  |       |  |  | Dionigi del Portogallo |  |  |                            |  |
|                               |   | Isabella d'Aragona             | Pietro III d'Aragona     |  |  |       |  |  |                        |  |  |                            |  |
|                               |   | Isabella d'Aragona             | Pietro III d'Aragona     |  |  |       |  |  |                        |  |  |                            |  |
|                               |   | Isabella d'Aragona             | Costanza di Hohenstaufen |  |  |       |  |  |                        |  |  |                            |  |
| Pietro I del Portogallo       |   | Isabella d'Aragona             |                          |  |  |       |  |  |                        |  |  |                            |  |
|                               |   | Sancho IV di Castiglia         | Alfonso X di Castiglia   |  |  |       |  |  |                        |  |  |                            |  |
|                               |   | Sancho IV di Castiglia         | Alfonso X di Castiglia   |  |  |       |  |  |                        |  |  |                            |  |
|                               |   | Sancho IV di Castiglia         | Violante d'Aragona       |  |  |       |  |  |                        |  |  |                            |  |
| Beatriz di Castiglia          |   | Sancho IV di Castiglia         |                          |  |  |       |  |  |                        |  |  |                            |  |
|                               |   | Maria di Molina                | Alfonso di Molina        |  |  |       |  |  |                        |  |  |                            |  |
|                               |   | Maria di Molina                | Alfonso di Molina        |  |  |       |  |  |                        |  |  |                            |  |
|                               |   | Maria di Molina                | Mayor Alonso de Meneses  |  |  |       |  |  |                        |  |  |                            |  |
| Giovanni del Portogallo       |   | Maria di Molina                |                          |  |  |       |  |  |                        |  |  |                            |  |
|                               | … | …                              |                          |  |  |       |  |  |                        |  |  |                            |  |
|                               | … | …                              |                          |  |  |       |  |  |                        |  |  |                            |  |
|                               | … | …                              |                          |  |  |       |  |  |                        |  |  |                            |  |
| Pedro Fernández de Castro     | … |                                |                          |  |  |       |  |  |                        |  |  |                            |  |
|                               |   | …                              | …                        |  |  |       |  |  |                        |  |  |                            |  |
|                               |   | …                              | …                        |  |  |       |  |  |                        |  |  |                            |  |
|                               |   | …                              | …                        |  |  |       |  |  |                        |  |  |                            |  |
| Inés de Castro                |   | …                              |                          |  |  |       |  |  |                        |  |  |                            |  |
|                               |   | Lorenzo Soarez de Valladares   | …                        |  |  |       |  |  |                        |  |  |                            |  |
|                               |   | Lorenzo Soarez de Valladares   | …                        |  |  |       |  |  |                        |  |  |                            |  |
|                               |   | Lorenzo Soarez de Valladares   | …                        |  |  |       |  |  |                        |  |  |                            |  |
| Aldonza Lorenzo de Valladares |   | Lorenzo Soarez de Valladares   |                          |  |  |       |  |  |                        |  |  |                            |  |
|                               |   | Sancha Nuñez                   | …                        |  |  |       |  |  |                        |  |  |                            |  |
|                               |   | Sancha Nuñez                   | …                        |  |  |       |  |  |                        |  |  |                            |  |
|                               |   | Sancha Nuñez                   | …                        |  |  |       |  |  |                        |  |  |                            |  |
|                               |   | Sancha Nuñez                   |                          |  |  |       |  |  |                        |  |  |                            |  |